# Beitun (Taizhong)
Beitun (chiń. upr. 北屯区; chiń. trad. 北屯區; pinyin Běitún qū; Wade-Giles Pei-t’un ch’ü) – dzielnica (chiń. 區, qū) w rejonie górskim miasta wydzielonego Taizhong na Tajwanie. 
23 czerwca 2009 komitet przy Ministrze Spraw Wewnętrznych Republiki Chińskiej zarekomendował scalenie dotychczasowego powiatu Taizhong (chiń. trad. 臺中縣; pinyin Táizhōng xiàn) i miasta Taizhong (chiń. trad. 臺中市; pinyin Táizhōng xiàn) w miasto wydzielone (chiń. 直轄市, zhíxiáshì); dotychczasowe dzielnice miasta Taizhong, jak Beitun, stały się dzielnicami miasta wydzielonego. Ustawa weszła w życie 25 grudnia 2010 roku.
Populacja dzielnicy Beitun w 2016 roku liczyła 270 547 mieszkańców – 140 555 kobiet i 129 992 mężczyzn. Liczba gospodarstw domowych wynosiła 97 807, co oznacza, że w jednym gospodarstwie zamieszkiwało średnio 2,77 osób.

## Demografia (2011–2016)
| Rok  | Liczba ludności | Gęstość zaludnienia | Kobiety | Mężczyźni | Gospodarstwa domowe |
| ---- | --------------- | ------------------- | ------- | --------- | ------------------- |
| 2011 | 249 742         | 3983                | 128 640 | 121 102   | 85 693              |
| 2012 | 252 668         | 4030                | 130 471 | 122 197   | 87 538              |
| 2013 | 255 978         | 4082                | 132 401 | 123 577   | 89 689              |
| 2014 | 259 742         | 4142                | 134 421 | 125 321   | 91 950              |
| 2015 | 265 159         | 4229                | 137 560 | 127 599   | 94 794              |
| 2016 | 270 547         | 4315                | 140 555 | 129 992   | 97 807              |